# Requienella seminuda
Requienella seminuda är en lavart som först beskrevs av Christiaan Hendrik Persoon, och fick sitt nu gällande namn av Boise 1986. Requienella seminuda ingår i släktet Requienella och familjen Requienellaceae.   Inga underarter finns listade i Catalogue of Life.